# Kasztanowiec drobnokwiatowy

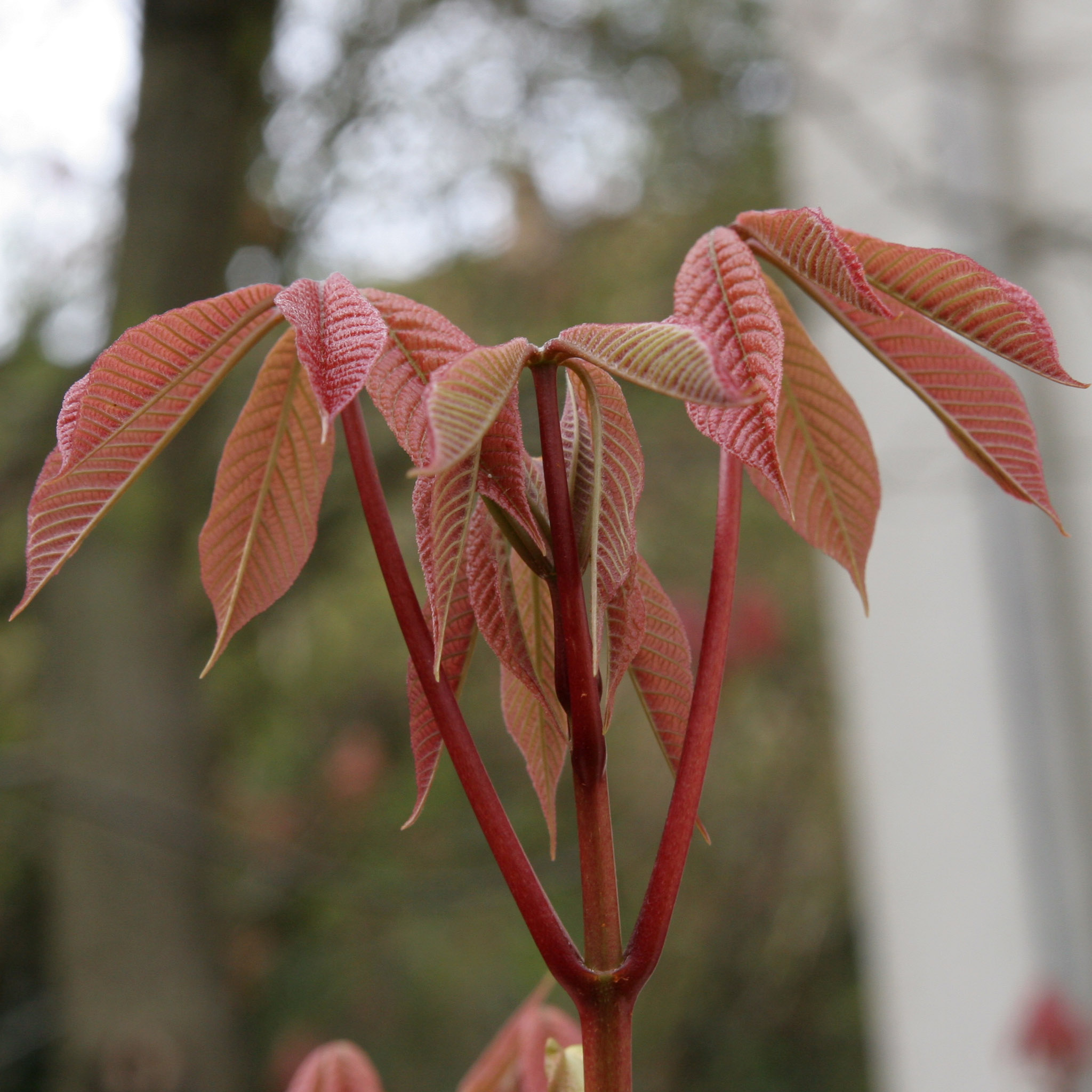
Młody pęd wczesną wiosną

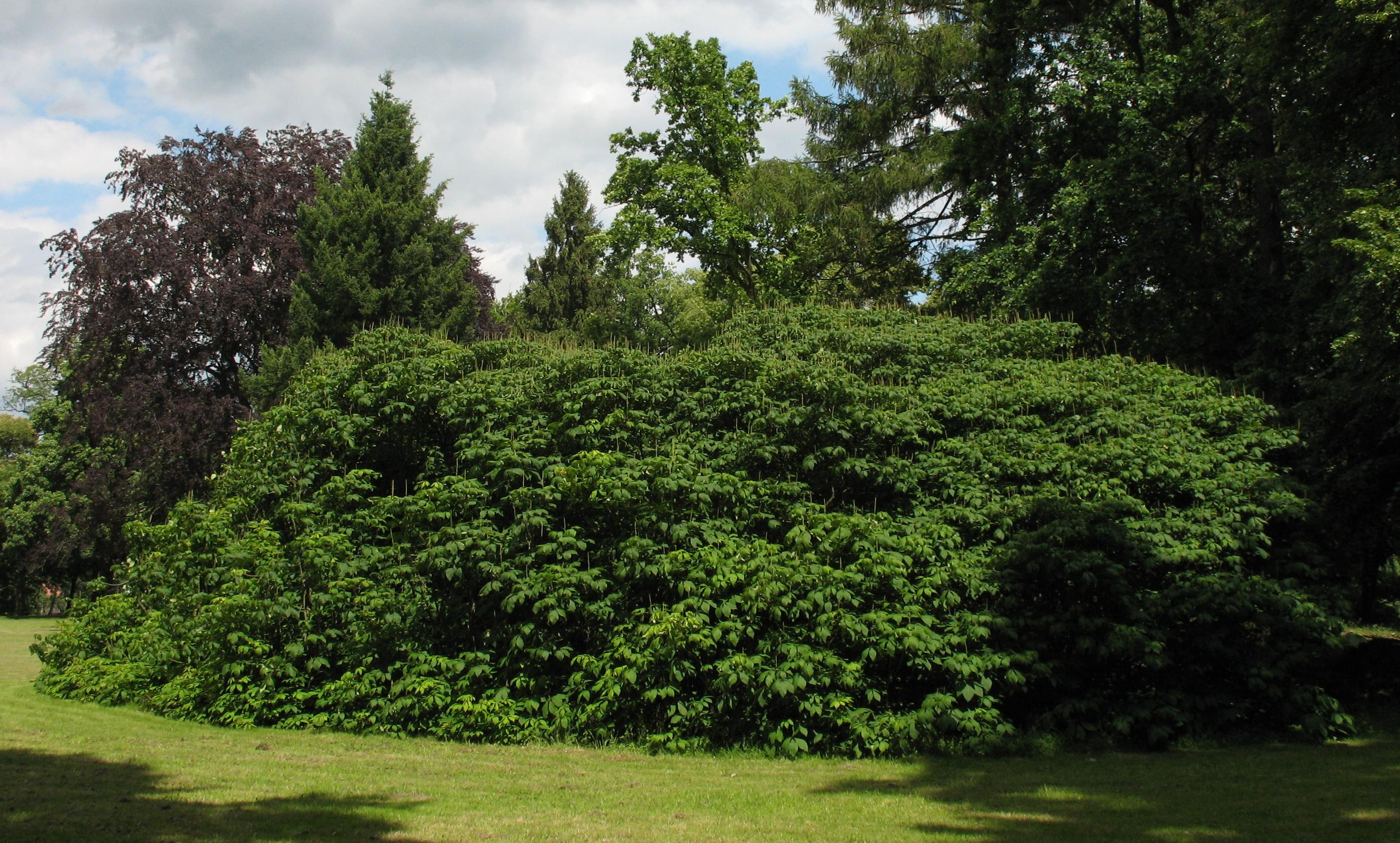
Szeroko rozrośnięta kępa

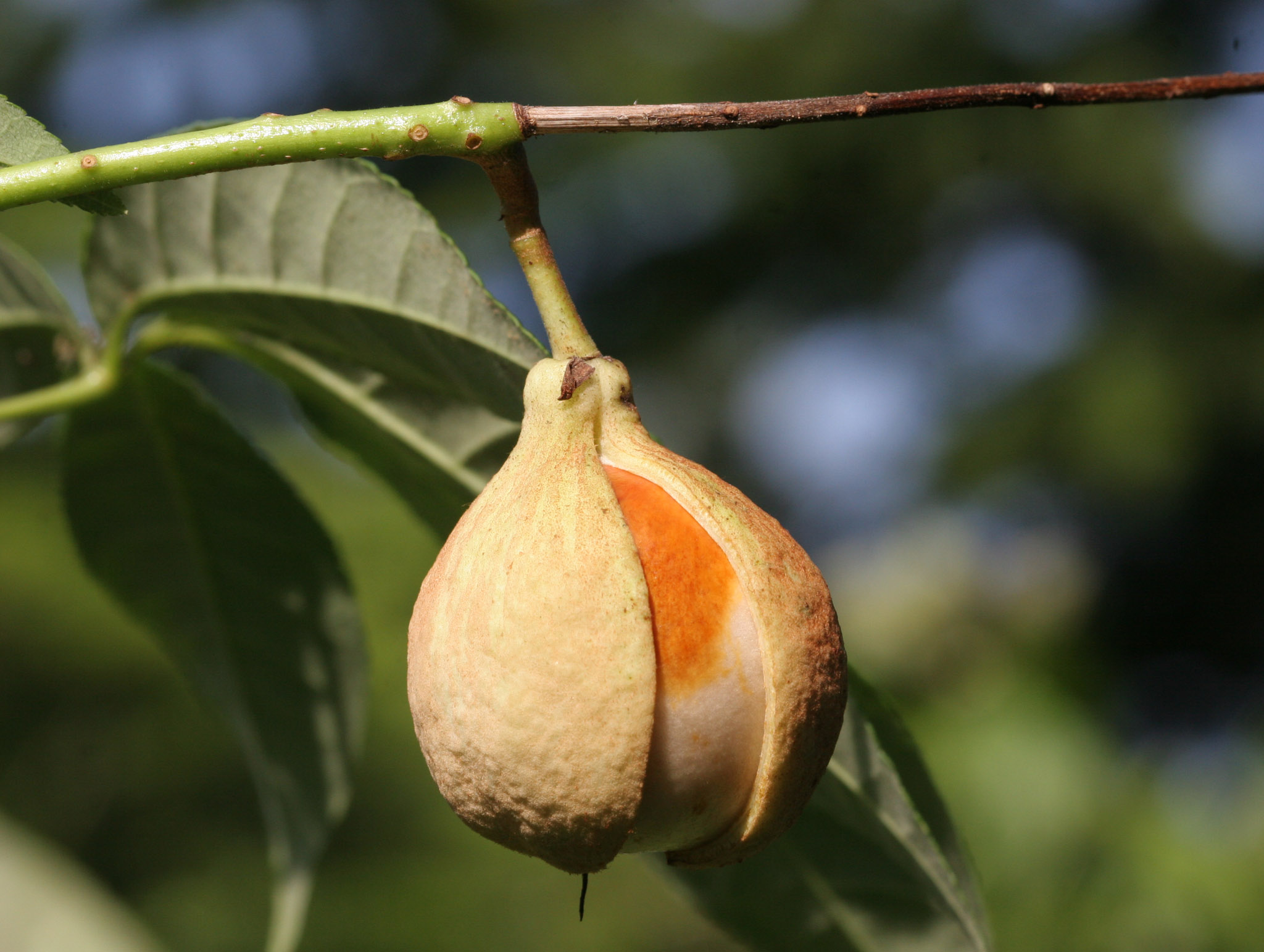
Owoc

Kasztanowiec drobnokwiatowy (Aesculus parviflora Walt.) – gatunek roślin należący do rodziny mydleńcowatych (lub wydzielanej przez niektórych rodziny kasztanowcowatych). Pochodzi z Ameryki Północnej (stany: Alabama, Georgia, Karolina Południowa). W Anglii zaczęto go uprawiać od 1785 jako roślinę ozdobną, w Polsce od 1808. Wyjątkowy w porównaniu do innych kasztanowców ze względu na krzaczasty pokrój i kwitnienie w okresie letnim.

## Morfologia
PokrójKrzew o szerokości do 10 m. Osiąga wysokość do 3 m, rzadziej do 4 m, a dzięki licznie wytwarzanym odrostom korzeniowym i szeroko pokładającym się na ziemi gałęziom rozrasta się w szeroką kępę.
LiścieDłoniasto złożone z 5–7 karbowanych listków osadzonych na ogonkach do 3 cm długości. Mają długość 10–18 cm i spodnią część szaro omszoną. Brzegi są drobno karbowanopiłkowane. Wiosną liście są brązowe, jesienią przebarwiają się na kolor jaskrawożółty. Pąki zimowe nie są lepkie, są nieduże, tępe, jasnobrązowe.
KwiatyZebrane we wzniesione, wąskie wiechy piramidalnego kształtu o długości 20–30 cm i składające się z ponad 100 kwiatów. Kwiaty mają białe korony z 4–5 wąskimi płatkami o długości 1 cm. Pręciki są kilka razy dłuższe od płatków i mają czerwone pylniki.
OwoceNieliczne, o średnicy 2–3 cm i długości 3–4 cm, brązowawego koloru i gruszkowatego kształtu. Są gładkie lub mają nieliczne tylko kolce.

## Biologia i ekologia
Roślina wieloletnia. Kwitnie późno w porównaniu do innych kasztanowców bo latem, w miesiącach od lipca do sierpnia. W swojej ojczyźnie kasztanowiec ten zapylany jest przez motyle i dlatego jego kwiaty zaczynają silnie pachnąć dopiero wieczorem. W obrębie swego naturalnego zasięgu kwiaty zapylane są przez kolibry, w Polsce wieczorem odwiedzają je ćmy. W Polsce roślina rzadko tylko zawiązuje nasiona.

## Zmienność
Wyróżnia się formę serotina Rehd. zakwitającą o około 2–3 tygodnie później od typu.

## Uprawa
Jest rośliną ciepłolubną, ale bardzo dobrze znosi mrozy. Jest cennym krzewem ozdobnym ze względu na późne kwitnienie. Najlepiej rośnie na stanowisku słonecznym lub półcienistym i żyznej, przepuszczalnej glebie. Najlepiej prezentuje się sadzony pojedynczo, dodatkowo pojedyncze sadzenie uzasadnione jest faktem, że silnie rozrasta się głusząc sąsiednie rośliny. Należy wokół niego zostawić szeroki pas ziemi, by roślina mogła się swobodnie rozrastać. Podczas surowych mrozów roślina może przemarzać i dlatego nie zaleca się jej sadzić w obszarach górskich oraz w Polsce północno-wschodniej.